# Spielothek-Cup 2009
Der Spielothek-Cup 2009 war die 24. Austragung des Handballwettbewerbs und wurde am 21. und 22. August 2009 in den ostwestfälischen Städten Lübbecke und Minden in Nordrhein-Westfalen ausgetragen.
Der VfL Gummersbach setzte sich im Finale mit 30:26 (17:12) Toren gegen den TuS N-Lübbecke durch und gewann seinen insgesamt zweiten Titel. Den dritten Platz sicherte sich GWD Minden mit 30:20 (15:7) gegen die HSG Düsseldorf im Spiel um den dritten Platz. Torschützenkönig wurde Mindens Aljoscha Schmidt mit 21 Toren.

## Preisgeld
Das Preisgeld betrug 4.500 Euro. 2.100 Euro davon gingen an den Sieger VfL Gummersbach.
| Erreichte Platzierung | Preisgeld |
| --------------------- | --------- |
| Sieg                  | 2.100 €   |
| 2. Platz              | 1.200 €   |
| 3. Platz              | 700 €     |
| 4. Platz              | 500 €     |

## Modus
Es wurde mit vier Mannschaften im K.-o.-System mit zwei Halbfinalspielen, dem Spiel um Platz drei sowie dem Finale gespielt. Die Spielzeit betrug 2× 30 Minuten. Bei unentschiedenem Ausgang nach Ablauf der regulären Spielzeit hätte es eine Verlängerung von 2× 5 Minuten geben. Bei Unentschieden nach Ablauf der Verlängerung ein Siebenmeterwerfen.

## Spiele

### Halbfinale
| 21. August 2009 18:00 Uhr | TuS N-Lübbecke                          | 33:29   | HSG Düsseldorf                 | Kreissporthalle, Lübbecke Zuschauer: 1.200 Schiedsrichter: Christoph Immel, Ronald Klein |
| 21. August 2009 18:00 Uhr | meiste Tore: Jurecki, Niemeyer (7 Tore) | (15:16) | meiste Tore: Hegemann (7 Tore) | Kreissporthalle, Lübbecke Zuschauer: 1.200 Schiedsrichter: Christoph Immel, Ronald Klein |
| 21. August 2009 18:00 Uhr |                                         |         |                                | Kreissporthalle, Lübbecke Zuschauer: 1.200 Schiedsrichter: Christoph Immel, Ronald Klein |

| 21. August 2009 20:15 Uhr | GWD Minden                    | 26:33   | VfL Gummersbach               | Kreissporthalle, Lübbecke Zuschauer: 800 Schiedsrichter: Uwe Prang, Uwe Reichel |
| 21. August 2009 20:15 Uhr | meiste Tore: Schmidt (7 Tore) | (14:17) | meiste Tore: Vuković (8 Tore) | Kreissporthalle, Lübbecke Zuschauer: 800 Schiedsrichter: Uwe Prang, Uwe Reichel |
| 21. August 2009 20:15 Uhr |                               |         |                               | Kreissporthalle, Lübbecke Zuschauer: 800 Schiedsrichter: Uwe Prang, Uwe Reichel |

### Spiel um Platz 3
| 22. August 2009 17:30 Uhr | HSG Düsseldorf                 | 20:30  | GWD Minden                     | Kampa-Halle, Minden Zuschauer: 500 Schiedsrichter: Christoph Immel, Ronald Klein |
| 22. August 2009 17:30 Uhr | meiste Tore: Hegemann (5 Tore) | (7:15) | meiste Tore: Schmidt (14 Tore) | Kampa-Halle, Minden Zuschauer: 500 Schiedsrichter: Christoph Immel, Ronald Klein |
| 22. August 2009 17:30 Uhr |                                |        |                                | Kampa-Halle, Minden Zuschauer: 500 Schiedsrichter: Christoph Immel, Ronald Klein |

### Finale
| TuS N-Lübbecke | TuS N-Lübbecke | VfL Gummersbach | VfL Gummersbach |
| | Finale 22. August 2009, 19:45 Uhr in Minden (Kampa-Halle) Ergebnis: 26:30 (12:17) Zuschauer: 500 Schiedsrichter: Uwe Prang, Uwe Reichel ( Deutschland) |                 |                 |
| Nikola Blažičko, Miloš Putera – Lars Friedrich (2), Gerrit Bartsch, Michał Jurecki (6), Tomasz Tłuczyński (4/1), Alexander Tesch (n.e.), Oliver Tesch (6), Jens Wiese, Renato Rui, Þórir Ólafsson (1), Arne Niemeyer (6), Tim Remer (1) Trainer: Patrik Liljestrand ( Schweden) | Goran Stojanović, Herdeiro Lucau – Drago Vuković (8), Žarko Marković (3), Viktor Szilágyi (4), Róbert Gunnarsson (5), Audräy Tuzolana, Vedran Zrnić (3/2), Jörg Lützelberger, Adrian Pfahl (3), Geoffroy Krantz (2), Robin Teppich (2) Trainer: Sead Hasanefendić ( Kroatien) |                 |                 |

## Statistiken

### Torschützenliste
| Pl. | Spieler           | Verein          | Tore | FT | 7m | T/S  |
| --- | ----------------- | --------------- | ---- | -- | -- | ---- |
| 1   | Aljoscha Schmidt  | GWD Minden      | 21   | 13 | 8  | 10,5 |
| 2   | Drago Vuković     | VfL Gummersbach | 16   | 16 | 0  | 8    |
| 3   | Michał Jurecki    | TuS N-Lübbecke  | 13   | 13 | 0  | 6,5  |
|     | Arne Niemeyer     | TuS N-Lübbecke  | 13   | 13 | 0  | 6,5  |
| 5   | Gylfi Gylfason    | GWD Minden      | 12   | 12 | 0  | 6    |
|     | Michael Hegemann  | HSG Düsseldorf  | 12   | 9  | 3  | 6    |
| 7   | Oliver Tesch      | TuS N-Lübbecke  | 10   | 10 | 0  | 5    |
|     | Tomasz Tłuczyński | TuS N-Lübbecke  | 10   | 5  | 5  | 5    |
|     | Vedran Zrnić      | VfL Gummersbach | 10   | 5  | 5  | 5    |

FT – Feldtore, 7m – Siebenmeter-Tore, T/S – Tore pro Spiel

## Aufgebote
| VfL Gummersbach | TuS N-Lübbecke | GWD Minden |
| Goran Stojanović Herdeiro Lucau Geoffroy Krantz Drago Vuković Žarko Marković Jörg Lützelberger Jonathan Eisenkrätzer Róbert Gunnarsson Robin Teppich Viktor Szilágyi Adrian Pfahl Ole Rahmel Vedran Zrnić Audräy Tuzolana | Nikola Blažičko Miloš Putera Lars Friedrich Gerrit Bartsch Henrik Hansen Michał Jurecki Alexander Tesch Tomasz Tłuczyński Oliver Tesch Jens Wiese Renato Rui Þórir Ólafsson Arne Niemeyer Tim Remer | Nikolas Katsigiannis Svenn Erik Medhus Nils Dresrüsse Evars Klešniks Anders Henriksson Gylfi Gylfason Janis Helmdach Stephan Just Moritz Schäpsmeier René Bach Madsen Damian Wleklak Aljoscha Schmidt Ingimundur Ingimundarson |
| Sead Hasanefendić (Trainer) | Patrik Liljestrand (Trainer) | Richard Ratka (Trainer) |

### 4.Platz:HSG Düsseldorf
| - Matthias Puhle - Ivan Zoubkoff - Nikola Kedžo - Patrick Ranftler | - Michael Hegemann - Maximilian Ramota - Patrick Fölser - Valdas Novickis | - Andrej Kurtschau - Marcel Wernicke - Sturla Ásgeirsson - Florian von Gruchalla | - František Šulc |

Trainer: Goran Suton